# Alan Cathcart, 6. Earl Cathcart
Alan Cathcart, 6. Earl Cathcart CB DSO MC KStJ (* 22. August 1919; † 15. Juni 1999) war ein britischer Peer sowie Offizier und Generalmajor des Heeres. Er war von 1970 bis 1973 der 14. Kommandant des Britischen Sektors von Berlin und somit einer der alliierten Stadtkommandanten.

## Beginn der Militärkarriere
Cathcart studierte am Eton College und am Magdalene College in Cambridge und trat im Anschluss in den Militärdienst ein und besuchte die Royal Military Academy Sandhurst.
Nach Ausbruch des Zweiten Weltkriegs erhielt er im Oktober 1939 einen Posten als Second Lieutenant bei den Scots Guards. 1944 wurde er mit dem Military Cross und 1945 mit dem Distinguished Service Order ausgezeichnet. Nach Kriegsende wechselte er als Adjutant wieder an die Royal Military Academy Sandhurst, ehe er in derselben Funktion zu den Royal Scots zurückkehrte.
Von 1954 bis 1955 war er Stabschef der 4. Brigade. Im Anschluss war er bis 1959 Kommandierender Offizier des 1. Bataillons der Scots Guards. 1960 wurde Cathcart zum Oberstleutnant befördert.
1962 diente er zunächst im Scottish Command und wurde von 1965 bis 1966 Kommandeur der 152. Infanteriebrigade. 1967 wechselte er, inzwischen zum Brigadier befördert, an das Alliierte Hauptquartier.
Als Generalmajor übernahm er von 1969 bis 1970 den Posten des Kommandierenden Generals des Yorkshire District.

## Stadtkommandant in Berlin
Sein letztes Kommando erhielt Cathcart im November 1970. Als Nachfolger von James Bowes-Lyon wurde er neuer Kommandant des Britischen Sektors von Berlin und somit einer der alliierten Stadtkommandanten. Er bildete mit den US-Amerikanern George Seignious II und William W. Cobb (ab Mai 1971) sowie dem Franzosen Maurice Routier die höchste Instanz der West-Alliierten Berlins. Er gehörte somit der Alliierten Kommandantur an, die dem Alliierten Kontrollrat unterstellt war.
Als Stadtkommandant übernahm er einen der wichtigsten und herausragendsten Posten, den das britische Militär außerhalb Großbritanniens zu vergeben hatte. Als solcher war er zum einen militärischer, aber vor allem „politischer Führer“ seines Landes und übte eine Art Vertretereigenschaft für Königin Elisabeth II. aus, da Berlin formal nicht zum Geltungsbereich der Bundesrepublik Deutschland gehörte und Großbritanniens in Bonn residierender Botschafter unzuständig war.
Wie seine Vorgänger auch, konzentrierte sich Cathcart als Stadtkommandant überwiegend auf die politische und diplomatische Vertretung seines Landes und seine Aufgaben als Mitglied der Alliierten Kommandantur, während der jeweilige Brigadekommandeur die rein militärische Führung der Britischen Streitkräfte in der Vier-Sektoren-Stadt übernahm.
Mit dem Wechsel nach Berlin bezog Cathcart mit seiner Familie die im Berliner Ortsteil Gatow befindliche Villa Lemm. Auf dem Anwesen residierten auch die Mitglieder des britischen Königshauses während ihrer Berlin-Aufenthalte. Der Funktion des Gastgebers gegenüber der Königsfamilie kam ein britischer Stadtkommandant mindestens einmal pro Jahr nach, wenn die Abnahme der Königlichen Geburtstagsparade („Queens Birthday Parade“) auf dem Berliner Maifeld am Olympiastadion anstand.
Im Juli 1973 wurde Cathcart wieder abberufen und durch David Scott-Barrett als Stadtkommandant abgelöst.
Noch im selben Monat trat Cathcart schließlich in den Ruhestand.

## Gesellschaftliches Wirken
Nach seiner Pensionierung wurde er stellvertretender Sprecher des House of Lords.
Zwischen 1974 und 1980 übernahm er zudem den Posten des Ehrenoberst der Royal Yacht Squadron.

## Privates
Alan Cathcart entstammte als Angehöriger des Clan Cathcart einem alten englischen Adelsgeschlecht, dessen Ursprung auf die Titelverleihung an William Cathcart, 1. Earl Cathcart am 16. Juli 1814 zurückzuführen ist.
Beim Tod seines Vaters George Cathcart, 5. Earl Cathcart am 19. November 1927 erbte er dessen Adelstitel als 6. Earl Cathcart, einschließlich des damit verbundenen Sitzes im House of Lords und der erbliche Würde des Chief des Clan Cathcart.
Er war vom 10. Juli 1946 bis zu deren Tod mit seiner ersten Frau Rosemary verheiratet. Aus der Ehe gingen die Töchter Louisa (1948–2017) und Charlotte (* 1951) sowie der Sohn Generalmajor Charles Cathcart, 7. Earl Cathcart (* 1952) hervor. Im Mai 1984 heiratete Cathcart seine zweite Frau Marie († 2015).
1985 wurde der bereits hochdekorierte Cathcart als Knight of Justice in den Order of Saint John aufgenommen.
Alan Cathcart starb am 15. Juni 1999 im Alter von 79 Jahren.

## Orden und Ehrenzeichen
- Military Cross (1944)
- Companion des Distinguished Service Order (1945)
- Companion des Order of the Bath (1973)
- Knight of Justice des Order of Saint John (1985)